# Chevrolet 1S
Der Chevrolet 1S war ein Personenkraftwagen. Er wurde gebaut
- 1973–1975 als Camaro LT,
- 1986–1988 als Nova,
- 1998–2002 als Prizm und
- 2005–heute als Cobalt.